# Samsung A1E DPS 3 Drillship
Samsung A1E DPS 3 Drillship bezeichnet eine Klasse von Bohrschiffen. Die Schiffe entstanden auf der Werft Samsung Heavy Industries, Geoje, Südkorea, und wurden zwischen 2010 und 2013 in Dienst gestellt.

## Einzelheiten
Die Schiffe können bis zu einer Wassertiefe von 304,8 bis 3.048 Metern eingesetzt werden. Eine Umrüstung auf bis zu 3.657,6 Meter Wassertiefe ist möglich. Die maximale Bohrtiefe beträgt 12.192 Meter.
Mithilfe der Propellergondeln können sich die Schiffe während der Bohrtätigkeit dynamisch positionieren.
An Bord können 200 Personen untergebracht werden. Die Schiffe haben über dem Vorschiff ein Helideck für mittelschwere Hubschrauber, z. B. EH-101. Zur weiteren Ausstattung gehören ein Moonpool sowie diverse Schiffskrane. 
Bestellt wurden die Schiffe zwischen 2007 und 2010 von Pride International, gelangten jedoch durch die Übernahme von Pride International im Jahr 2011 zu Ensco International (heute: Valaris plc.) Die Baukosten betrugen rund 725 bis 750 Millionen US-Dollar pro Schiff.
Die Schiffe beruhen auf dem Samsung 96k DWT-Design.

## Schiffe der Klasse
| Bauname                             | Indienst- stellung | Baunummer | IMO- Nummer | Umbenennungen und Verbleib                                            |
| ----------------------------------- | ------------------ | --------- | ----------- | --------------------------------------------------------------------- |
| Deep Ocean Ascension                | 2010               | 1768      | 9443372     | Ensco DS-3 → DS-3 → Ab 10. März 2021 bei Ege GS in Aliağa abgebrochen |
| Deep Ocean Clarion                  | 2010               | 1756      | 9459943     | Ensco DS-4 → Valaris DS-4 → aufgelegt                                 |
| Deep Ocean Mendocino                | 2011               |           | 9499840     | Ensco DS-5 → DS-5 → Abbruch in Aliağa                                 |
| Deep Ocean Molokai                  | 2012               |           | 9535929     | Ensco DS-6 → DS-6 → 2021 Abbruch in Aliağa                            |
| Deep Ocean Marquesas                | 2013               | 1950      | 9618965     | Ensco DS-7 → aufgelegt in Las Palmas                                  |
| Quelle: American Bureau of Shipping |                    |           |             |                                                                       |